# Regoli Cuisenaire

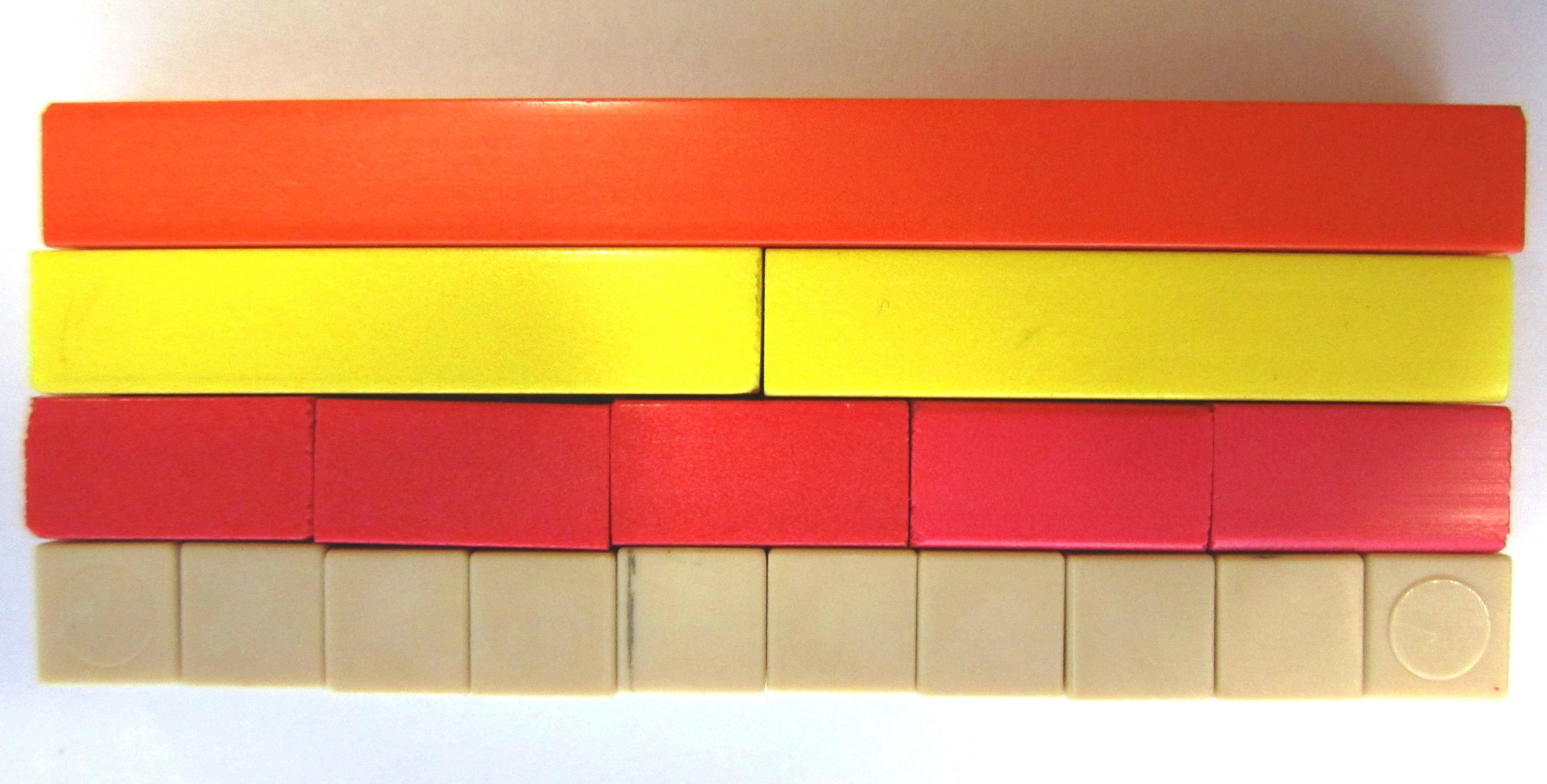
Regoli Cuisenaire usati per illustrare i fattori di dieci

I regoli Cuisenaire sono supporti didattici che offrono agli studenti un modo interattivo e pratico per esplorare la matematica e apprenderne i concetti, come le operazioni aritmetiche di base, le frazioni, i divisori. Furono inventati dal maestro elementare belga Georges Cuisenaire, che li chiamò réglettes, e resi popolari da Caleb Gattegno all'inizio degli anni 1950.
Gattegno sostiene che Cuisenaire «ha dimostrato come gli studenti valutati "deboli" dopo aver ricevuto un insegnamento tradizionale compiano enormi progressi passando all'uso di questo materiale didattico: quando si sono lasciati loro azionare i regoli, sono diventati "molto bravi" in aritmetica».

## Storia
L'uso di bastoncini per rappresentare i numeri era già stato introdotto da Maria Montessori e da Friedrich Fröbel, ma fu l'invenzione di Cuisenaire che dagli anni 1950 si diffuse in tutto il mondo. Nel 1952 egli pubblicò Les nombres en couleurs, descrivendone l'uso. Violinista, Cuisenaire insegnava musica e aritmetica alla scuola elementare di Thuin, e si chiese perché i bambini trovassero facile e divertente apprendere una melodia, ma non trovassero invece altrettanto facile o divertente la matematica. Il confronto con la musica e le sue forme di rappresentazione lo indussero nel 1931 all'esperimento di usare una serie di dieci bastoncini di legno, tagliati di lunghezza da 1 a 10 cm. Dipinse ognuno, a seconda della lunghezza, in colori diversi e se ne servì nelle lezioni di aritmetica. L'invenzione rimase pressoché sconosciuta fuori da Thuin per circa ventitré anni finché, nell'aprile del 1953, il matematico e didatta della matematica Caleb Gattegno fu invitato a esaminare l'uso didattico delle réglettes. All'epoca egli aveva già fondato la CIEAEM (Commission Internationale pour l'Étude et l'Amélioration de l'Enseignement des Mathématiques) e l'ATM (Association of Teachers of Mathematics), ma l'invito segnò una svolta per le sue idee:
Poi Cuisenaire ci portò a un tavolo in un angolo della stanza dove gli alunni stavano in piedi intorno a un mucchio di bastoncini colorati e facevano somme che mi sembrarono insolitamente difficili per bambini di quell'età. Di fronte a quella vista tutte le altre impressioni dell'ambiente circostante svanirono, per essere rimpiazzate da un'eccitazione crescente. Dopo aver ascoltato Cuisenaire fare domande ai suoi alunni di prima e seconda elementare e aver sentito le loro risposte immediate e con totale accuratezza e sicurezza di sé, l'eccitazione divenne entusiasmo irrefrenabile e senso di illuminazione.
Gattegno chiamò i bastoncini regoli Cuisenaire, iniziò a testarli e li rese popolari. Intuito che i regoli consentivano ai ragazzi «di incrementare le loro capacità matematiche latenti in modo creativo e divertente», la pedagogia di Gattegno invertì la rotta, suggerendogli un "passo indietro" come insegnante, così da permettere ai ragazzi di assumere il ruolo principale:

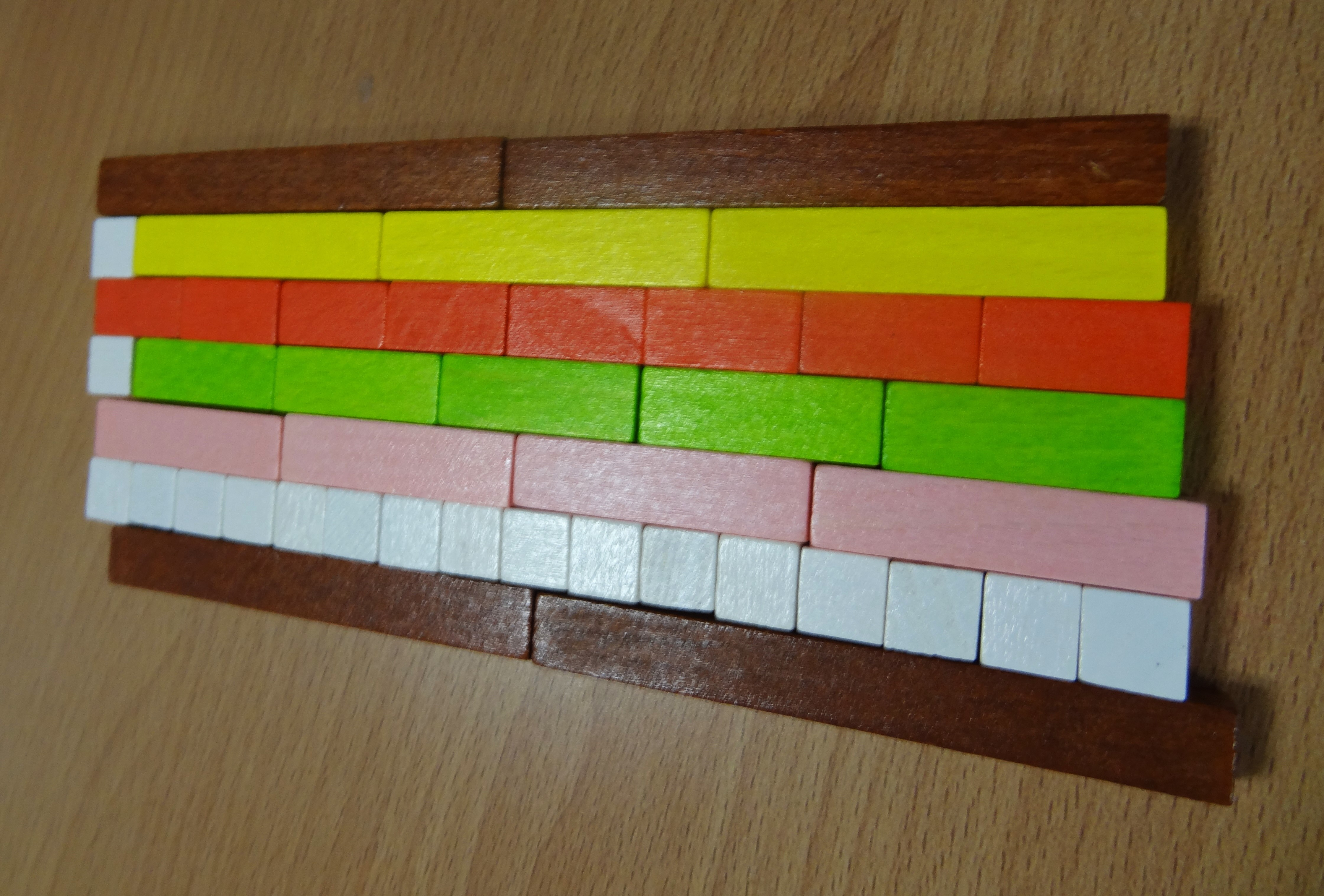
regoli Cuisenaire

I regoli sono un dono di Cuisenaire che mi ha portato a insegnare senza interferire, rendendo necessario guardare e ascoltare i segni della verità che vengono espletati, ma raramente riconosciuti.
Sebbene il materiale abbia trovato un posto importante nella miriade di lezioni incentrate sull'insegnante, la pratica incentrata sullo studente di Gattegno ha ispirato numerosi altri educatori. Nel 1963 l'educatrice franco-canadese Madeleine Goutard nel suo Matematica e Bambini, scrisse:
L'insegnante non è chi insegna ciò che non si conosce. È colui che rivela il bambino a se stesso rendendolo più consapevole della propria mente e con essa più creativo. I genitori di una piccola bambina di sei anni che a scuola usava i regoli Cuisenaire si meravigliarono delle sue capacità e le chiesero: 'Raccontaci come la maestra ti insegna tutto questo', a cui la bambina rispose: 'La maestra non ci insegna niente. Scopriamo tutto da soli.'
Nel 1964, John Holt nel suo How Children Fail, scrisse:
Questo lavoro ha cambiato buona parte delle mie idee su come usare i regoli Cuisenaire e altri materiali. Inizialmente mi sembrò che potessimo usarli come dispositivi per impacchettare le ricette molto più velocemente di prima, e molti insegnanti sembra che li usino in questo modo. Ma questo è un grosso errore. Quello che dobbiamo fare è utilizzarli per consentire ai bambini di realizzare da sé, in base alla propria esperienza e alle proprie scoperte, una solida e crescente comprensione di come funzionano i numeri e le operazioni aritmetiche. Il nostro obiettivo deve essere quello di edificare in modo completo e accurato, se ciò implica farlo più lentamente, così sia. Alcune cose riusciremo a farle prima del solito, ad esempio le frazioni.
Gattegno fondò la Cuisenaire Company a Reading, in Inghilterra, nel 1954, e alla fine degli anni '50 i regoli Cuisenaire erano stati adottati dagli insegnanti di 10.000 scuole in più di cento paesi. I regoli furono ampiamente usati negli anni '60 e '70. Nel 2000, la società statunitense Educational Teaching Aids (ETA) ha acquisito la US Cuisenaire Company e ha formato ETA/Cuisenaire per vendere materiale legato ai regoli Cuisenaire. Nel 2004, i regoli Cuisenaire furono presentati in una mostra di dipinti e sculture dell'artista neozelandese Michael Parekowhai.

## I regoli
| Colore              | Abbreviazione comune | Lunghezza (in centimetri) |
| ------------------- | -------------------- | ------------------------- |
| Bianco              | w                    | 1                         |
| Rosso               | r                    | 2                         |
| Verde chiaro        | g                    | 3                         |
| Viola (o rosa)      | p                    | 4                         |
| Giallo              | y                    | 5                         |
| Verde scuro         | d                    | 6                         |
| Nero                | b                    | 7                         |
| Marrone (o "tanno") | t                    | 8                         |
| Blu                 | b                    | 9                         |
| Arancione           | o                    | 10                        |

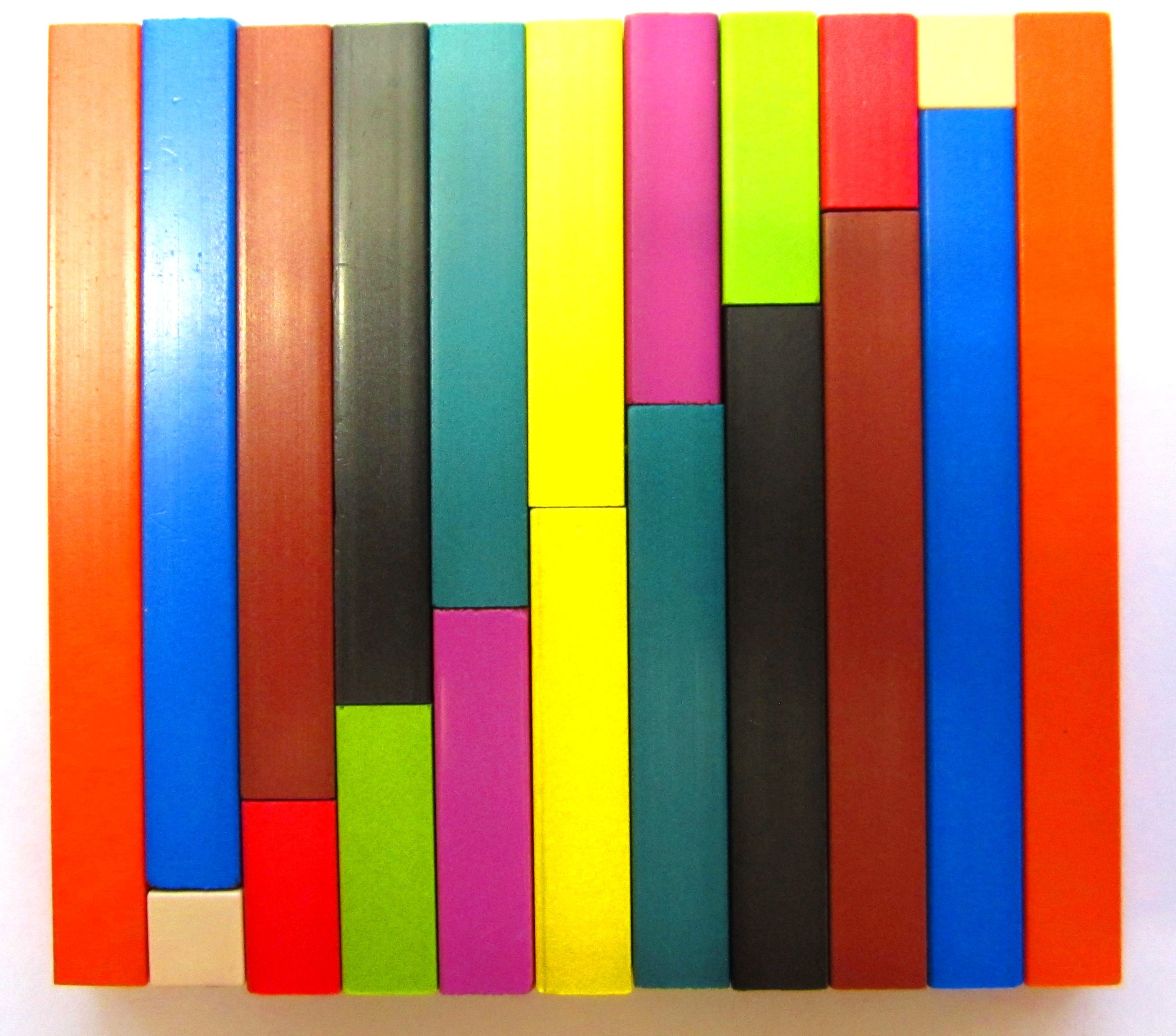
Regoli Cuisenaire disposti a scala

Un'altra disposizione, comune nell'Europa orientale, estesa di 2 grandezze (oltre i 10cm), è la seguente:

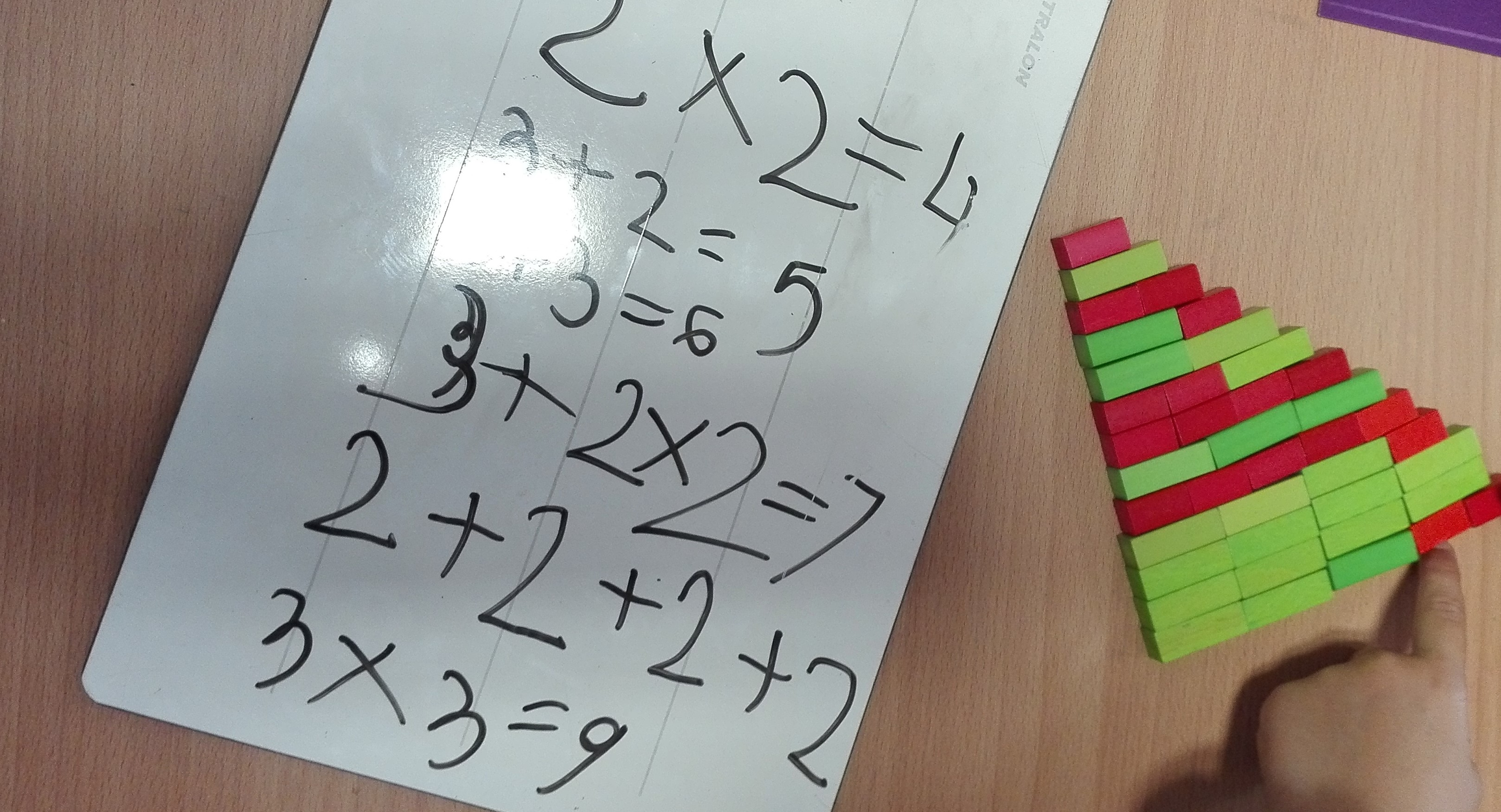
Un bambino che usa una "scala" di regoli rossi e verdi per indagare i vari modi di comporli per contare i numeri

| Colore    | Lunghezza (in centimetri) |
| --------- | ------------------------- |
| Bianco    | 1                         |
| Rosa      | 2                         |
| Azzurro   | 3                         |
| Rosso     | 4                         |
| Giallo    | 5                         |
| Viola     | 6                         |
| Nero      | 7                         |
| Marrone   | 8                         |
| Blu scuro | 9                         |
| Arancione | 10                        |
| Verde     | 12                        |
| Tanno     | 16                        |

## Uso nell'insegnamento della matematica
I regoli vengono utilizzati nell'insegnamento di una varietà di idee matematiche e con un'ampia fascia di età degli studenti. Gli argomenti per cui vengono utilizzati includono:
- Conteggio, sequenze, schemi e ragionamento algebrico
- Addizione e sottrazione (ragionamento additivo)
- Moltiplicazione e divisione (ragionamento moltiplicativo)
- Frazioni, rapporto e proporzione
- Aritmetica modulare che porta alla teoria dei gruppi

## The Silent Way
Sebbene siano utilizzati principalmente per la matematica, i regoli sono diventati popolari anche nelle classi di insegnamento delle lingue, in particolare quelle che adottano il metodo Silent Way. Possono essere usati
1. per dimostrare la maggior parte delle strutture grammaticali come preposizioni di luogo, comparativi e superlativi, determinanti, tempi, avverbi di tempo, modo, ecc.,
2. per mostrare frasi e accenti, intonazione ascendente e discendente e raggruppamenti di parole,
3. per creare un modello visivo di costrutti, ad esempio il sistema di tempi verbali in lingua Inglese[12]
4. per rappresentare oggetti fisici: orologi, planimetrie, mappe, persone, animali, frutta, strumenti, ecc. che possono portare alla creazione di storie raccontate dagli studenti come in questo video.[13]

## Altre bacchette colorate

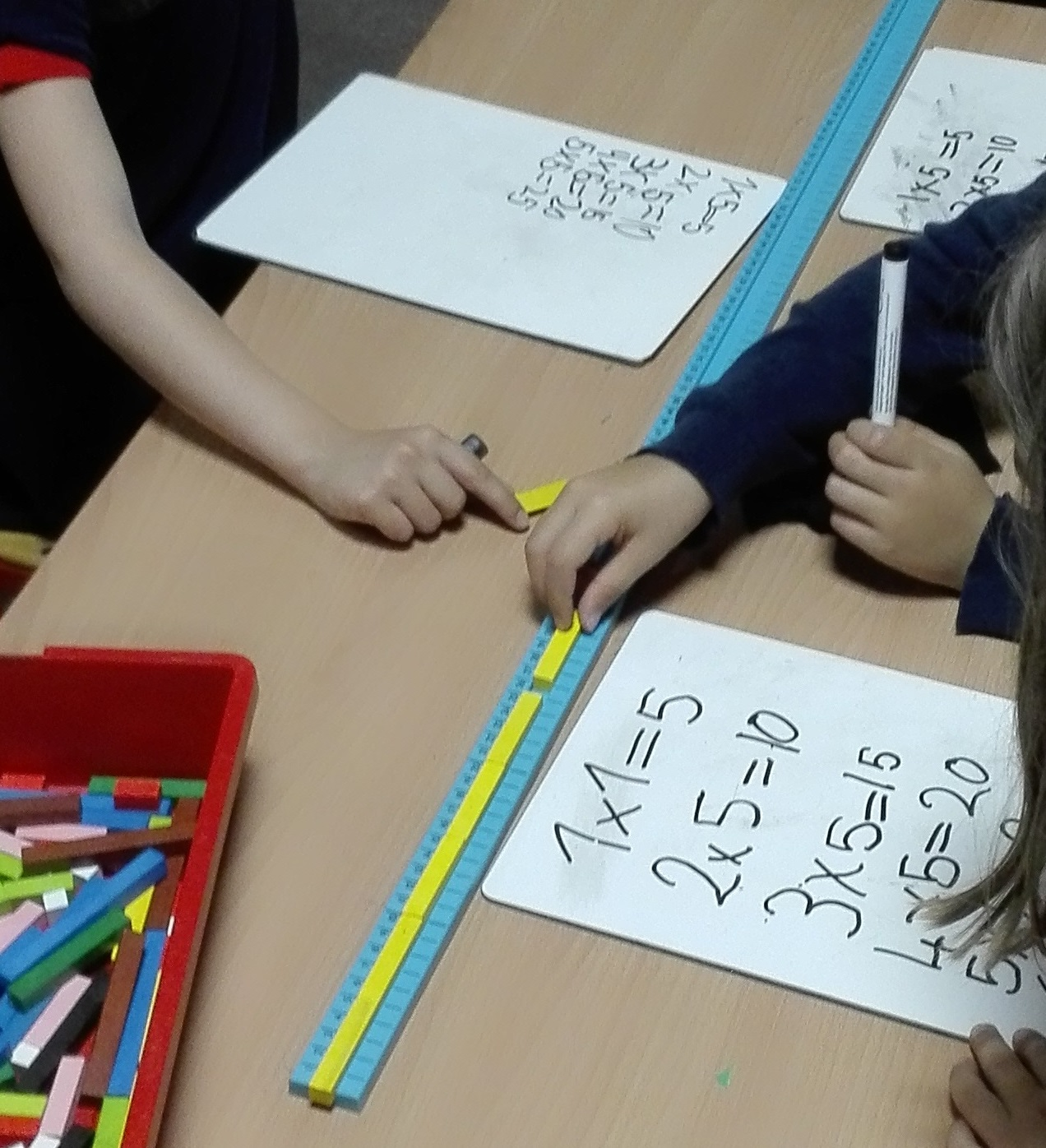
Bambini di sei anni in classe che usano un righello Cuisenaire per esplorare la moltiplicazione

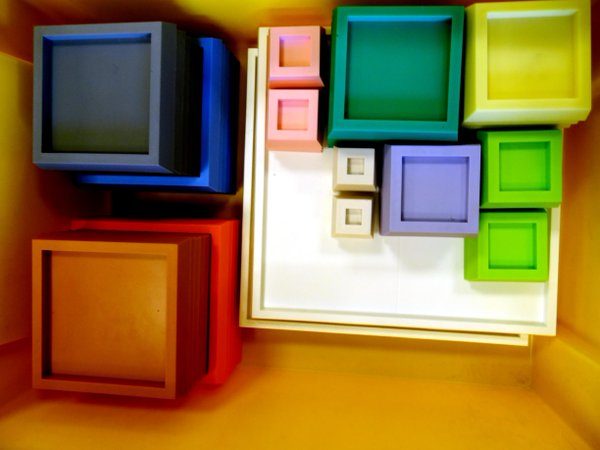
Vassoi per l'uso con regoli Cuisenaire

Fin dagli esordi Maria Montessori usava dei bastoncini colorati per insegnare concetti di matematica e di lunghezze. Questo potrebbe essere il primo caso di bacchette colorate utilizzate a tale scopo in un'aula.
Anche Catherine Stern ideò una serie di bacchette prodotte colorando il legno con dei colori esteticamente gradevoli e pubblicò dei libri sul loro utilizzo più o meno nello stesso periodo di Cuisenaire e Gattegno. Le sue bacchette erano di colori diversi da quelle di Cuisenaire, e anche più grandi, aventi come unità un cubo di 2cm anziché 1. Produsse vari accessori per accompagnare le bacchette, come vassoi e binari su cui disporle. Tony Wing, nella produzione di accessori per Numicon, si basò su molte delle idee di Stern, rendendo disponibili anche vassoi e binari adatti per i regoli Cuisenaire.
Nel 1961 Seton Pollock produsse il sistema Color Factor, che consisteva di regoli lunghi da 1 a 12cm. Basandosi sul lavoro di Cuisenaire e Gattegno, inventò un sistema unificato per assegnare logicamente un colore a qualsiasi numero. Dopo il bianco (1), i primi tre numeri primi (2, 3 e 5) sono assegnati ai colori primari rosso, blu e giallo. I numeri primi più alti (7, 11, ecc.) sono associati a sfumature di grigio via via più scure. I colori dei numeri non primi si ottengono mescolando i colori associati ai loro fattori: questo è il concetto chiave. Venne registrato un brevetto a nome di Pollock per un "Apparecchio per l'insegnamento o lo studio della matematica". Il sistema Color Factor completo sia esteticamente che numericamente fu commercializzato per alcuni anni dalla famiglia di Seton Pollock, prima di essere trasferito a Edward Arnold, la casa editrice didattica. I colori del sistema di Pollock sono stati denominati in modo distintivo utilizzando, ad esempio, "scarlatto" invece di "rosso" e "ambra" invece di "arancione". Sono elencati di seguito.
| Colore       | Lunghezza (in centimetri) |
| ------------ | ------------------------- |
| Bianco       | 1                         |
| Rosa         | 2                         |
| Azzurro      | 3                         |
| Scarlatto    | 4                         |
| Giallo       | 5                         |
| Viola        | 6                         |
| Grigio       | 7                         |
| Cremisi      | 8                         |
| Blu Reale    | 9                         |
| Ambra        | 10                        |
| Grigio scuro | 11                        |
| Malva        | 12                        |